# Mount Ritchie
Mount Ritchie är ett berg i Antarktis. Det ligger i Östantarktis. Australien gör anspråk på området. Toppen på Mount Ritchie är 1 602 meter över havet, eller 23 meter över den omgivande terrängen. Bredden vid basen är 0,66 km.
Terrängen runt Mount Ritchie är kuperad åt nordost, men åt sydväst är den platt. Terrängen runt Mount Ritchie sluttar söderut. Trakten är obefolkad. Det finns inga samhällen i närheten.